# 기장군

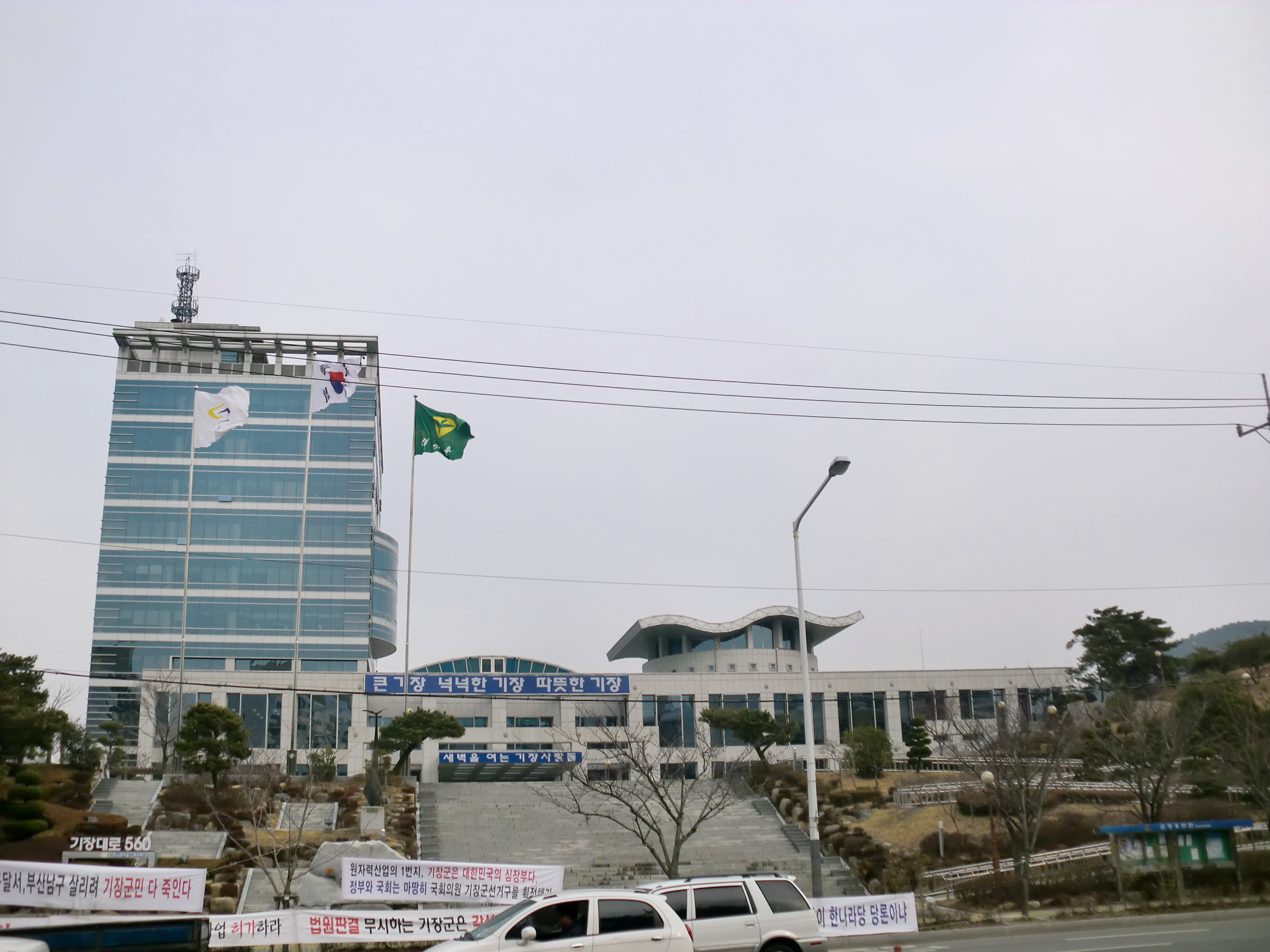
기장군청사

기장군(機張郡, 영어: Gijang-gun)은 대한민국 부산광역시의 동부에 있는 군이다. 동쪽으로 동해, 서쪽으로 경상남도 양산시 동면, 북쪽으로 울산광역시 울주군 온양읍, 서생면과 접하고, 남서쪽으로는 부산광역시 해운대구, 금정구와 접한다. 1914년 기장군이 동래군에 흡수되었다가, 1973년 양산군에 편입되었고, 1995년 기장군이 부활하면서 경상남도 양산군에서 부산광역시로 이관되었다. 군청 소재지는 기장읍이고, 행정구역은 4읍 1면이다.
기장읍과 정관읍 일대로 택지지구가 개발 중이며, 장안읍에는 고리원자력발전소와 동남권원자력의학원이 있다.

## 개요

### 유래
기장의 원래 이름은 갑화양곡(甲火良谷)이다. 갑향의 갑은 음독하여 갓[邊]과 통하는 것으로 보고 갓마을[邊城-변두리마을]이라 하기도 하고, 갑을 대(大)로 보고 ’큰마을’로 보기도 한다.
나중의 한자식 명칭인 기장(機張)은 두 가지의 유래설이 있는데 첫째는 《서경》(書經)의 고우기장주(苦虞機張註)에 기(機)는 노아(弩牙)라 하고, 또 노기기장(弩機旣張)이라 하여 갑병으로 국토를 지키기 위하여 이곳 변방인 기장을 수비한데서 명칭이 유래되었다고 하고 둘째는 기장 지역의 지형적 모습과 관련하여 현 기장읍의 소재지가 일광산을 배산으로 하여 베틀(機)을 차린(張) 형국이라는데서 유래된다고도 한다.
기장은 차성(車城)이라고도 불렸는데 차(車)는 정수리(首)를 뜻한다고 하여 해안과 접하는 군사상의 요충지로서의 의미를 가지고 있으므로, 기장을 차성으로 부르게 된 듯하다.

## 역사
| Daedongyeojido (Gyujanggak) 18-02.jpg | Daedongyeojido (Gyujanggak) 18-01.jpg |
| Daedongyeojido (Gyujanggak) 19-02.jpg | Daedongyeojido (Gyujanggak) 19-01.jpg |

- 신라시대 갑화양곡현 이라 불렸다
- 757년 기장현으로 개칭하였다
- 1018년 울주(蔚州 : 현 울산광역시)의 속현이 되었다
- 1304년 양주(梁州 : 현 양산시)의 속현이 되었다
- 1391년 주현으로 승격하였다
- 1599년 기장현이 폐지되어 남부지역은 동래현에, 북부지역은 울산도호부에 편입되었다
- 1617년 기장현이 다시 설치되었다(울산에 편입된 지역 제외)
- 1681년 울산에 편입된 지역이 기장현으로 환원되었다
- 1895년 23부제 시행으로 동래부 기장군이 되었다.
  - 읍내면, 동면, 남면, 중북면, 하서면, 하북면, 상서면, 상북면
- 1896년 경상남도에 편입되었다.
- 1914년 4월 1일 동래군에 편입되었다. 읍내면과 남면을 기장면으로, 중북면 남부 지역과 동면을 일광면으로, 상북면과 중북면 북부 지역을 장안면으로, 하서면 북부 지역과 하북면을 정관면으로, 하서면 남부 지역과 상서면을 철마면으로 통합하여 옛 기장군 지역은 동래군 관할 5개 면으로 통폐합되었다
- 1963년 1월 1일 옛 기장군 지역을 제외한 동래군 전 지역이 부산직할시에 편입되었다. 이때 기장면 송정리(현 해운대구 송정동)가 부산에 편입되었다.
- 1973년 7월 1일 동래군이 폐지되어 양산군에 편입되었다
- 1980년 12월 1일 기장면이 기장읍으로 승격하였다
- 1985년 10월 1일 장안면이 장안읍으로 승격하였다
- 1986년 11월 1일 옛 기장군 지역을 관할하는 양산군 동부출장소가 설치되었다
- 1995년 3월 1일 양산군 동부출장소 기장읍, 장안읍, 일광면, 정관면, 철마면에 기장군을 설치하였고, 부산광역시로 편입
- 2009년 7월 1일 부산광역시 기초자치단체 중 최초로 공기업인 기장군도시시설공단 설립
- 2014년 프로 야구 명예의 전당 착공
- 2015년 9월 23일 정관면이 정관읍으로 승격하였다.
- 2022년 4월 1일 일광면이 일광읍으로 승격하였다.

## 행정 구역
기장군의 인구는 2023년 4월 말 주민등록 기준으로 17만9371 명, 7만9487 가구이고, 기장읍과 정관읍에 기장군 전체 인구의 75%가 거주한다.

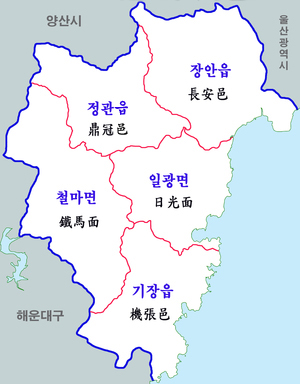
위 지도에는 일광읍의 읍승격이 반영돼있지 않다.

| 읍·면  | 한자   | 면적 (km2) | 인구    | 세대   |
| ------ | ------ | ---------- | ------- | ------ |
| 기장읍 | 機張邑 | 39.20      | 52,890  | 26,187 |
| 장안읍 | 長安邑 | 50.92      | 8,821   | 5,007  |
| 정관읍 | 鼎冠邑 | 38.22      | 80,830  | 32,038 |
| 일광읍 | 日光邑 | 35.76      | 29,042  | 12,354 |
| 철마면 | 鐵馬面 | 53.94      | 7,788   | 3,911  |
| 기장군 | 機張郡 | 218.04     | 179,371 | 79,487 |

## 인구
| 연도   | 총인구    | ; |
| ------ | --------- | - |
| 1995년 | 68,484명  |   |
| 2000년 | 67,875명  |   |
| 2005년 | 72,631명  |   |
| 2010년 | 93,106명  |   |
| 2015년 | 148,073명 |   |

## 군청
- 현재 기장군청은 부산광역시 기장군 기장읍에 위치한다.

## 교육 기관
- 폴리텍대학

|  | - 한국폴리텍7대학 동부산캠퍼스 |

- 고등학교

|  | - 장안제일고등학교 - 기장고등학교 | - 부산장안고등학교 - 신정고등학교 |

## 산업

### 어업

#### 행정기관
- 국립수산과학원
- 수산인력개발센터

#### 어항
- 국가어항 : 대변항
- 지방어항 : 학리항, 월내항, 동백항, 이동항, 두호항
- 어촌정주어항 : 중동항, 동암항

## 교통

### 철도
| ● 부산 도시철도 4호선                     | 윗반송역 ↔ 고촌역 ↔ 안평역 ↔ 시/종점                             |
| ● 동해선 광역전철 (부산·경남권 통근 전철) | 서생역 ↔ 월내역 ↔ 좌천역 ↔ 일광역 ↔ 기장역 ↔ 오시리아역 ↔ 송정역 |

| 동해선 | 서생역 ↔ 월내역 ↔ 좌천역 ↔ 일광역 ↔ 기장역 ↔ 오시리아역 ↔ 송정역 |

추후 부산 2호선이 장산~송정~동부산 관광단지 (기장읍 시량리)까지 연장될 예정임.

### 도로 교통
2008년 12월 동해고속도로가 개통하면서 해운대구, 울산 시내로의 접근이 20분 이내 가능하게 됐다. 2011년 2월 현재 경상남도 양산시 동면과 정관신도시를 잇는 국도와, 기장 장안읍과 울산광역시 온산읍을 잇는 장안 - 온산 국도가 공사 중이다.
| 65  | 부산기점 ↔ 동부산 나들목 ↔ 해운대 나들목 ↔ 기장 나들목/기장 분기점 ↔ 장안 나들목 ↔ 온양 나들목 |
| 600 | 금정 나들목 ↔ 기장철마 나들목 ↔ 기장 나들목 ↔ 기장 분기점 ↔ 부산종점                           |

| 14 | 기장대로, 반송로 | 31 | 해맞이로, 일광로 | 60 | 해맞이로, 신정관로 |

## 문화

### 관광

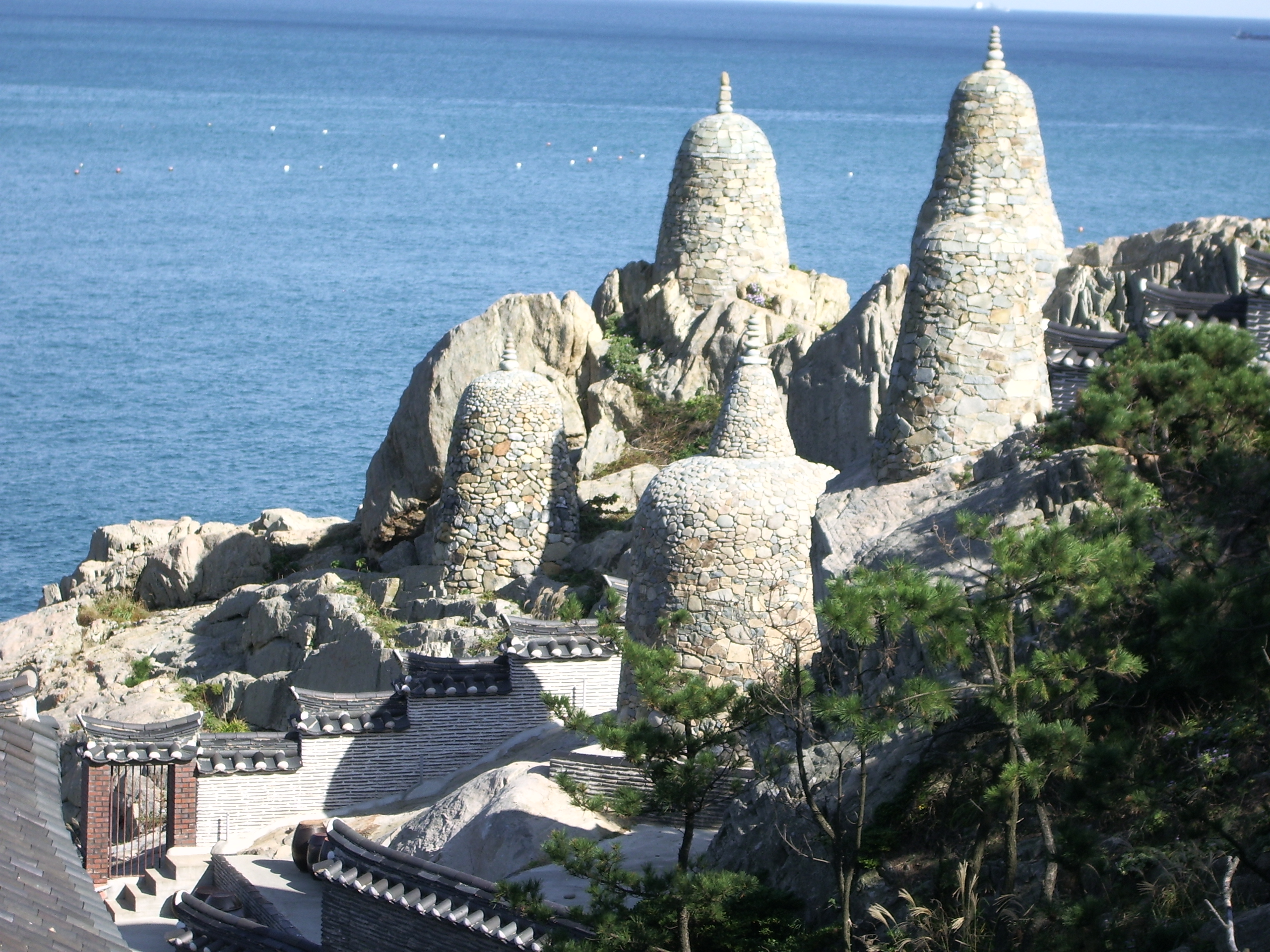
해동용궁사

- 해동용궁사는 해돋이 명소로 유명하고, 여기서 북쪽으로 4.1 km 떨어진 북쪽에 자리한 대변항은 전국 멸치 어획고의 60%를 차지해 멸치의 항구라 불린다. 4월을 전후해 멸치철이 되면 비옷에 모자와 장화, 고무장갑으로 무장한 어부들이 일정한 가락에 맟추어 그물을 터는 광경은 참으로 장관이다. 대변항 초입에서 대변항을 한눈에 관망하고 항구로 들어서 천천히 대변항을 돌면 1 km 정도, 끄트머리에 수협 건물이 있고 그 옆으로 길이 끝났다고 느낄 쯤에 작은 해안도로가 이어진다.[4]
- 장안사는 부산광역시의 최동북단 불광산 자락에 있는 673년(문무왕 13) 원효대사가 창건한 절이다. 대룡리로부터 장안사 계곡을 따라 올라가는 길은 장안사로 가는 길이다. 장안사로 올라가는 길에 있는 장안사 계곡은 여름철 피서지로 각광 받는 장소이기도 하다. 장안사 바로 옆에는 산책을 할 수 있는 울창한 대나무 숲이 있다. 장안사로부터 도보로 20분 정도의 거리에는 원효와 관련된 전설이 깃들어 있는 척판암이 있다. 장안사로부터 불광산으로 오르는 등산길이 있어 불광산 등산을 할 수도 있다. 불광산 등산로는 울산 대운산 등산로로 이어져 불광산-대운산 종주 코스가 있다.
- 달음산은 기장의 진산이다. 기장 8경 중의 한 곳이기도 하다. 정상 근처에는 바위들이 닭벼슬 모양처럼 모여있다. 등산 시작점은 정관, 좌천 등에 있다. 좌천으로부터 달음산을 오르는 입구에는 달음산의 대표적인 사찰인 옥정사가 있다.

### 기장군과 문학
- 조선 시대 시인 윤선도는 기장에 유배돼 7년간 살면서 기장 죽성리 황학대, 봉대산, 일광해수욕장 삼성대 등지에 자신의 흔적을 남겼다. 시조 <우휴요>, 일광해수욕장에서 동생과의 헤어짐을 노래한 한시 <증별소제> 2수 등이 전해진다. 윤선도가 중국 양자강의 황학루에 빗대어 이름 지은 황학대는 기장 죽성리 포구에 있으며, 한시 <증별소제> 시비는 <증별소제> 2수의 현장인 일광해수욕장 삼성대 언덕 앞에 있다.
- 울산 출신의 소설가 오영수는 그의 부인이 일광초등학교 교사로 재직할 시기, 기장 일광면 학리를 배경으로 소설 <갯마을>을 지었다. 오영수 갯마을 문학비는 일광면 이천리 일대에 2개가 서있다. 여름철 일광해수욕장에서는 오영수의 <갯마을>을 주제로 한 '갯마을 마당극 축제'가 열린다.
- <차성가>는 차성(車城, 기장의 별칭)의 명소를 주제로 쓴 가사이다. 1860년(철종 11)에 지은 것으로 알려져 있으며, 기장에 대한 애향심을 잘 표현했다는 평가를 받고 있다. 차성가 비는 기장군청 앞에 있다.

### 해동용궁사

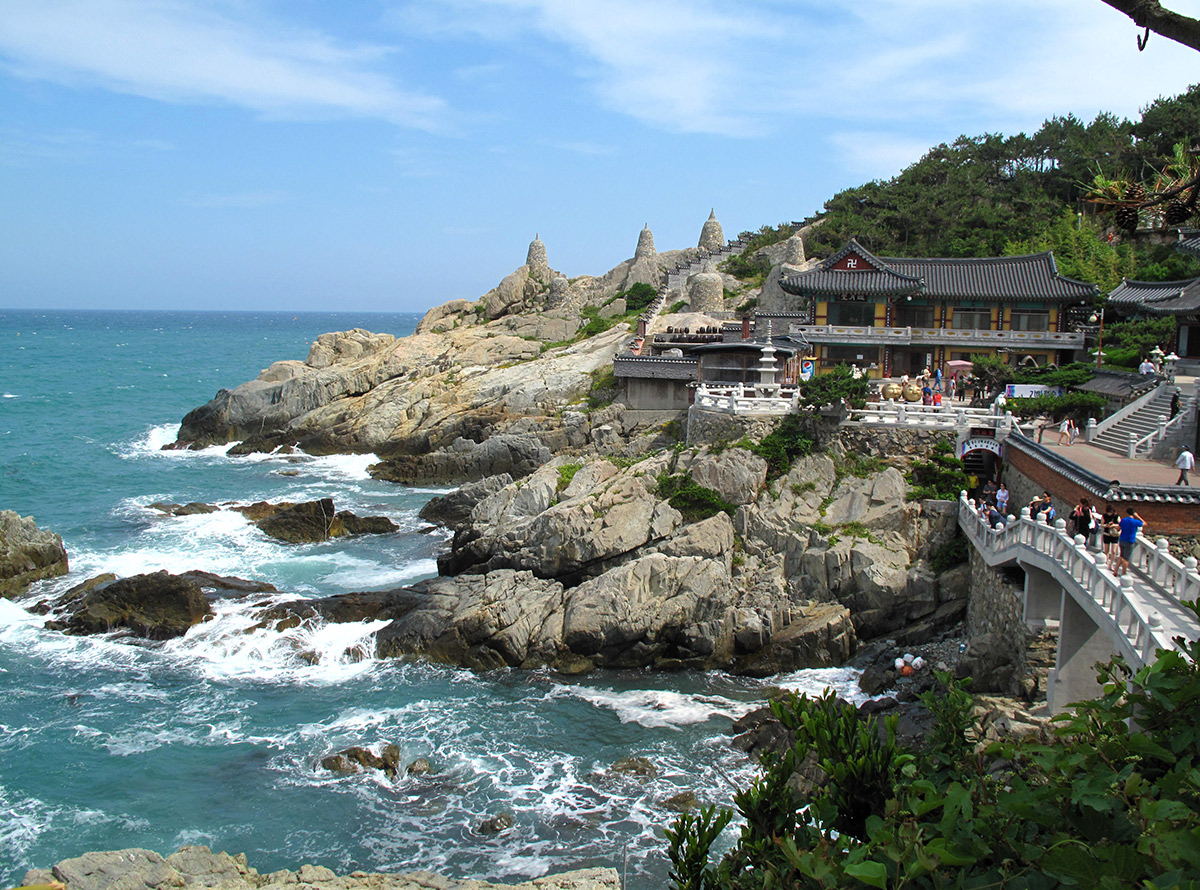
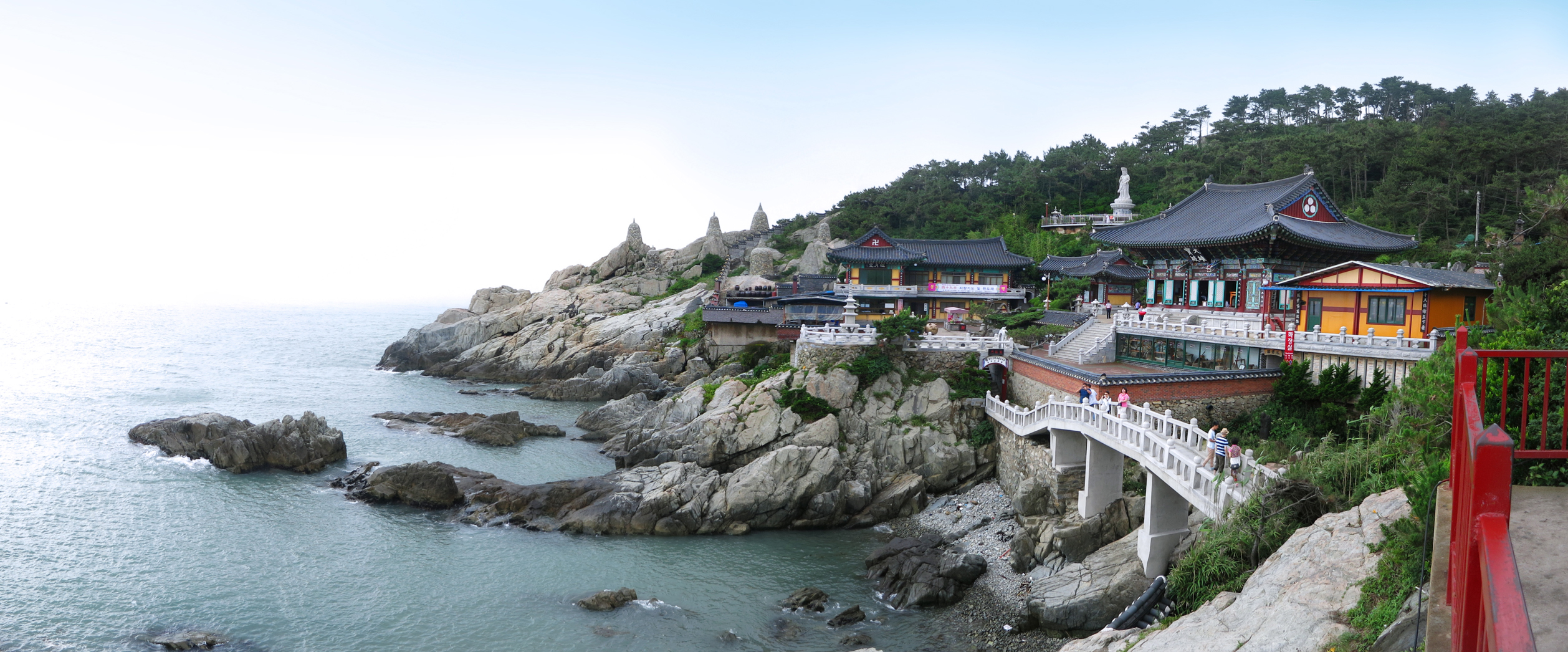
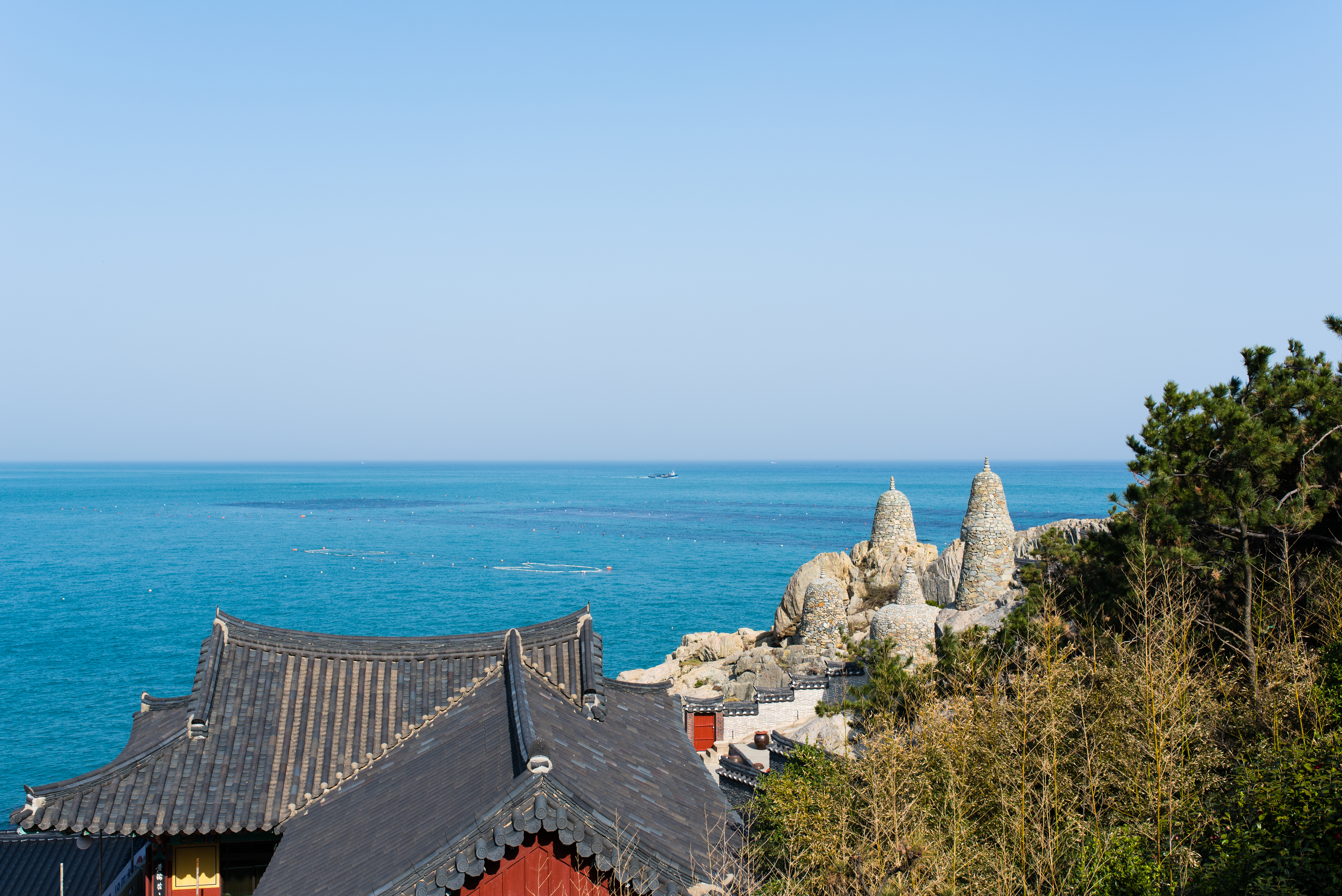
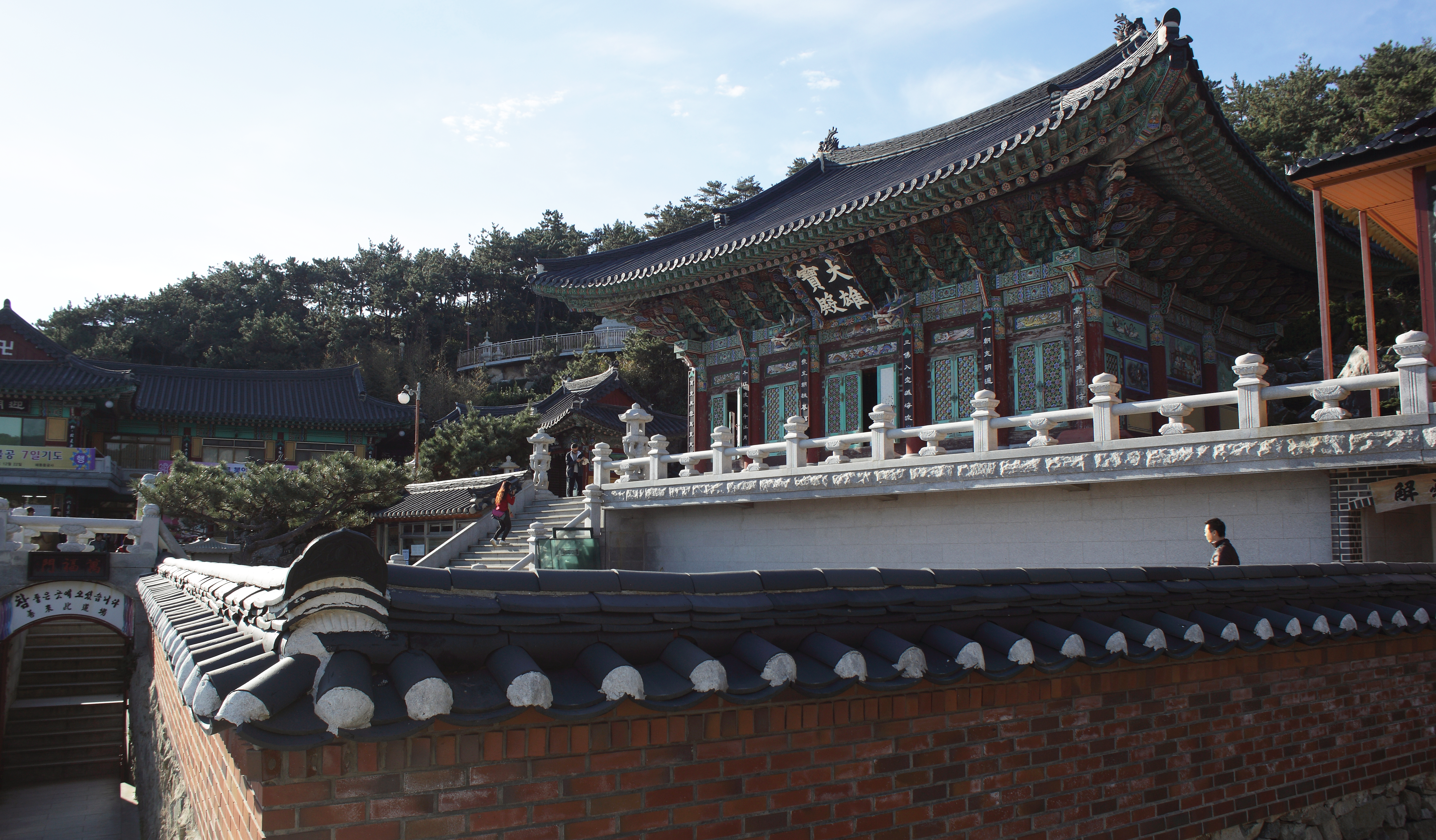

## 갤러리

### 도심풍경

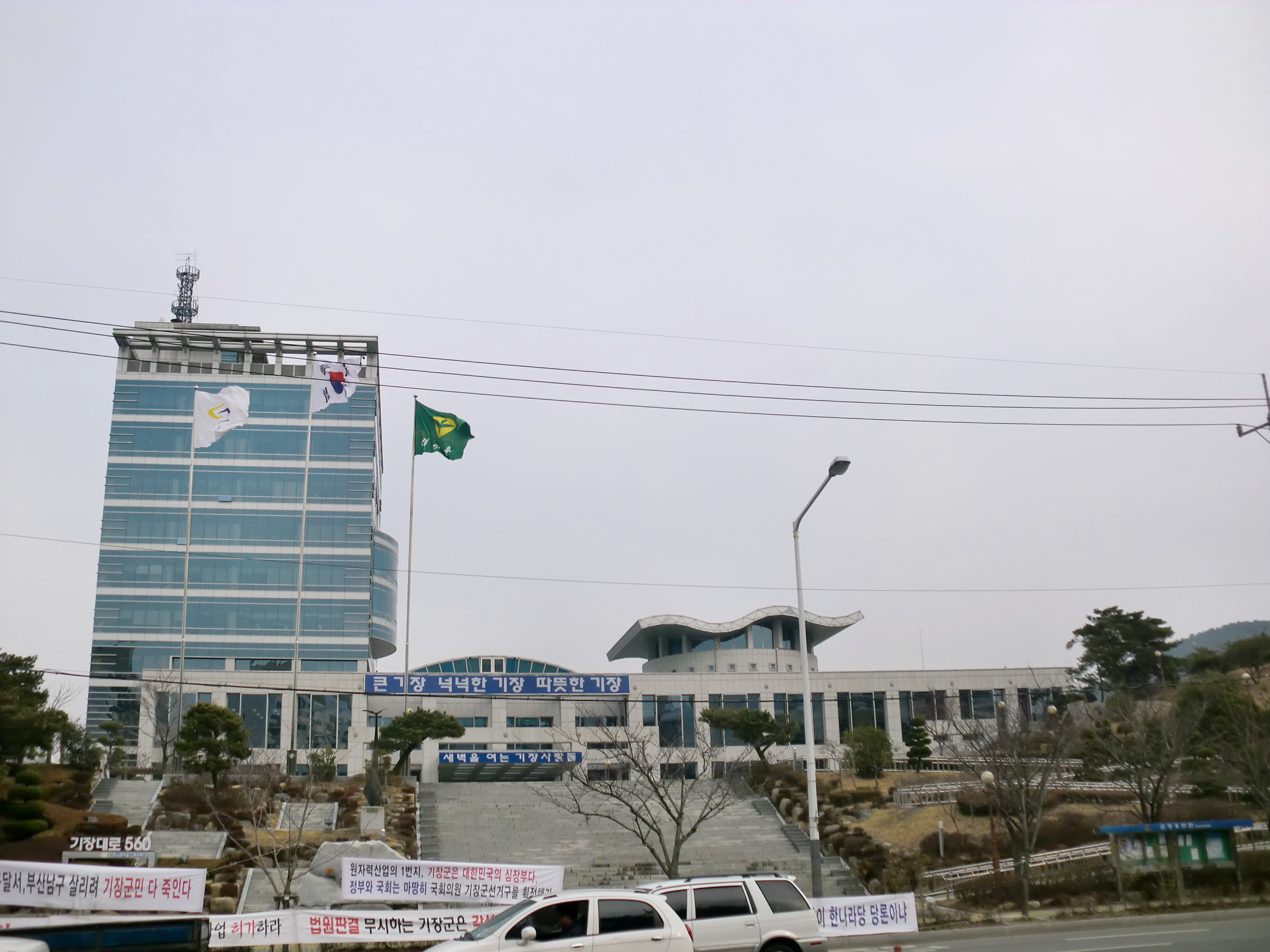
기장군청
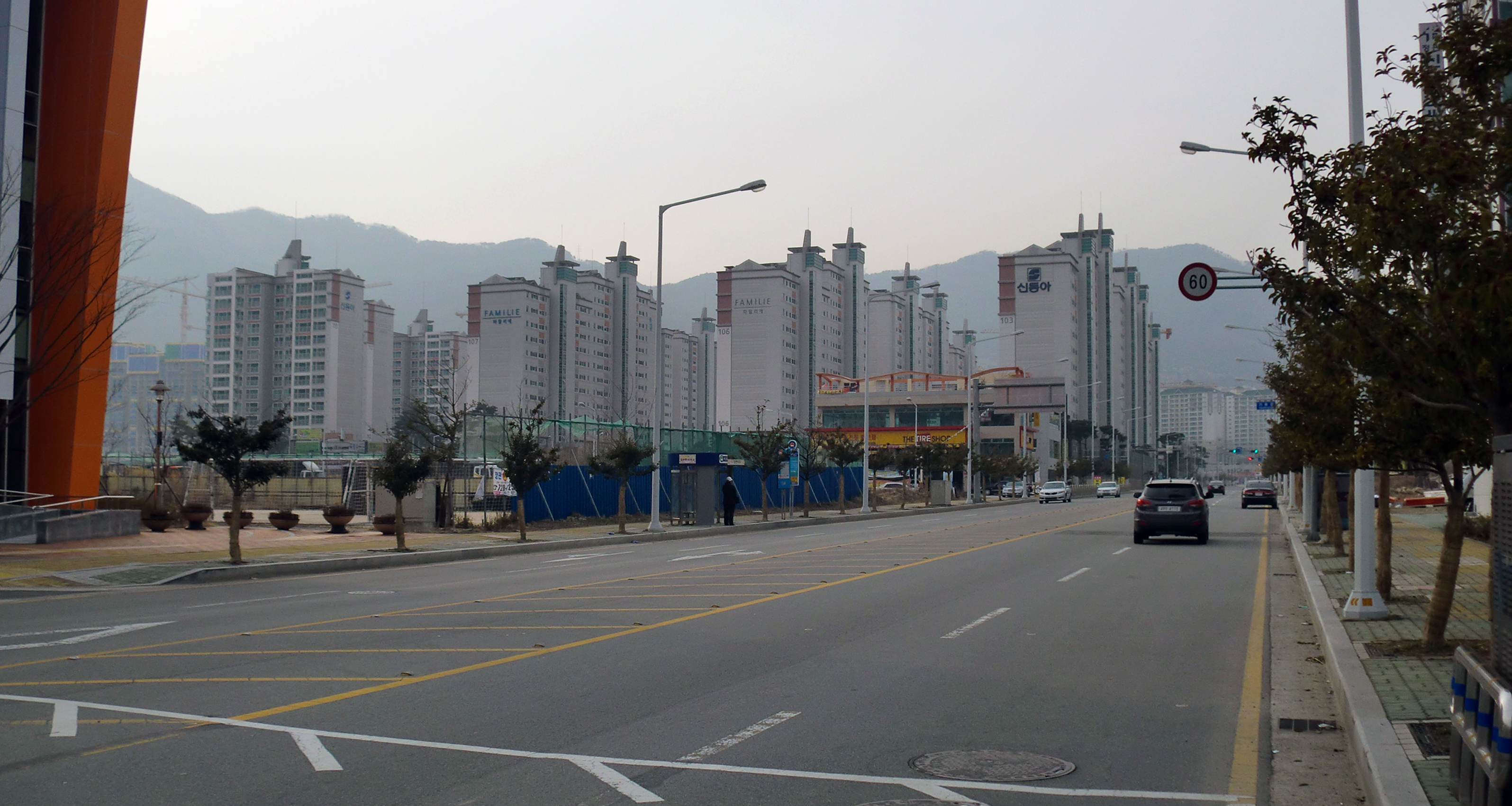
정관신도시 일대
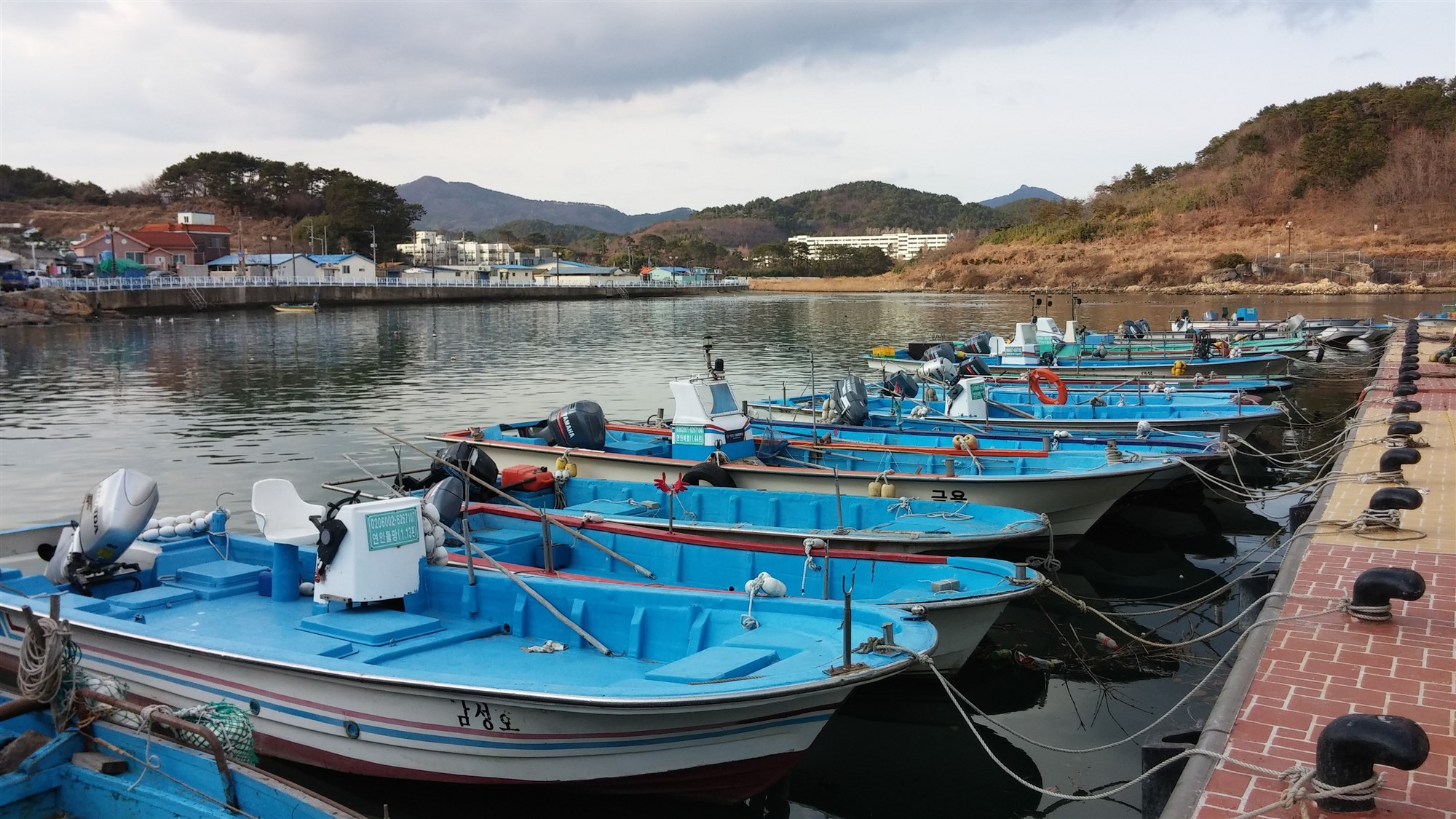
기장항
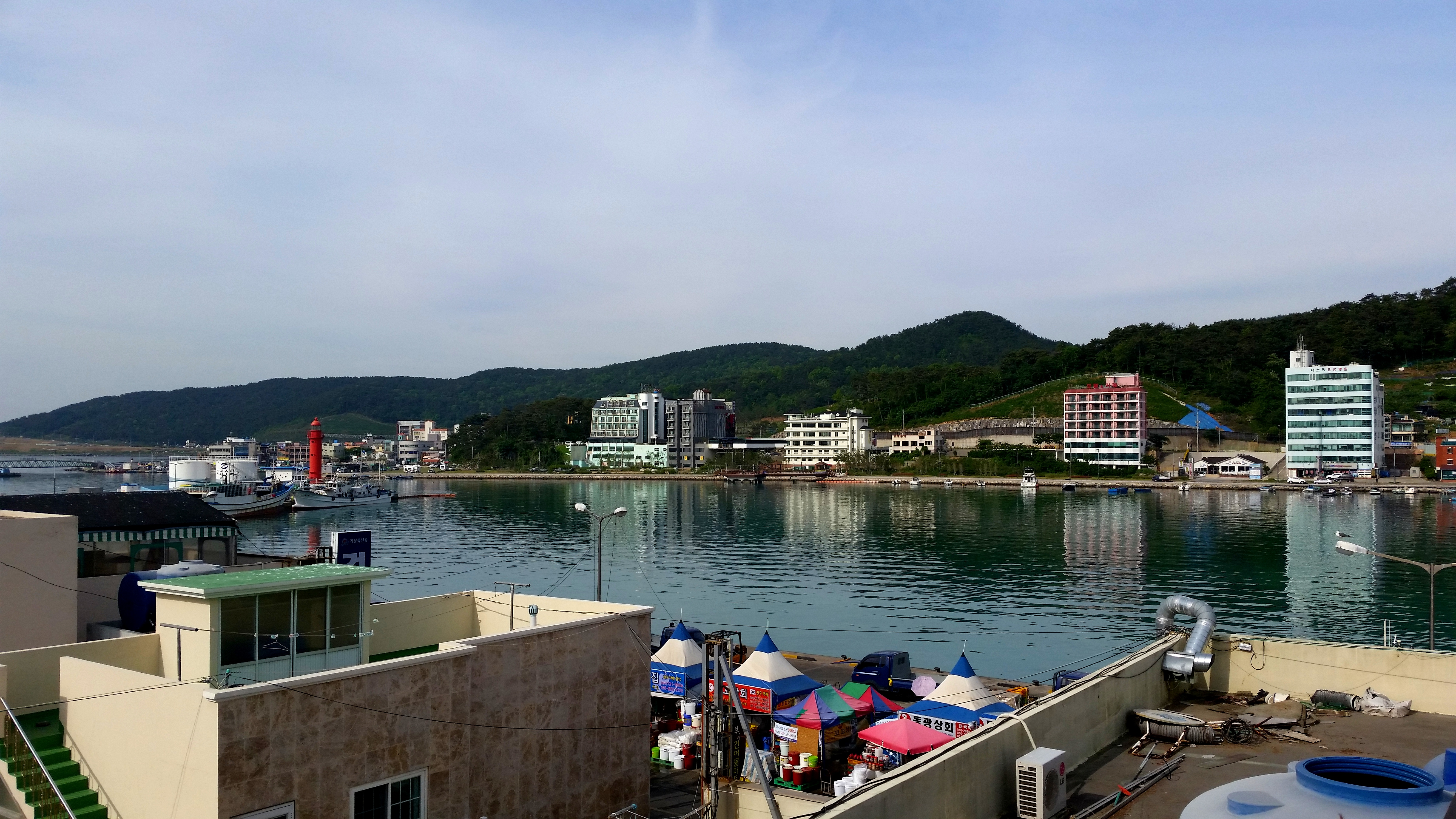
대변항
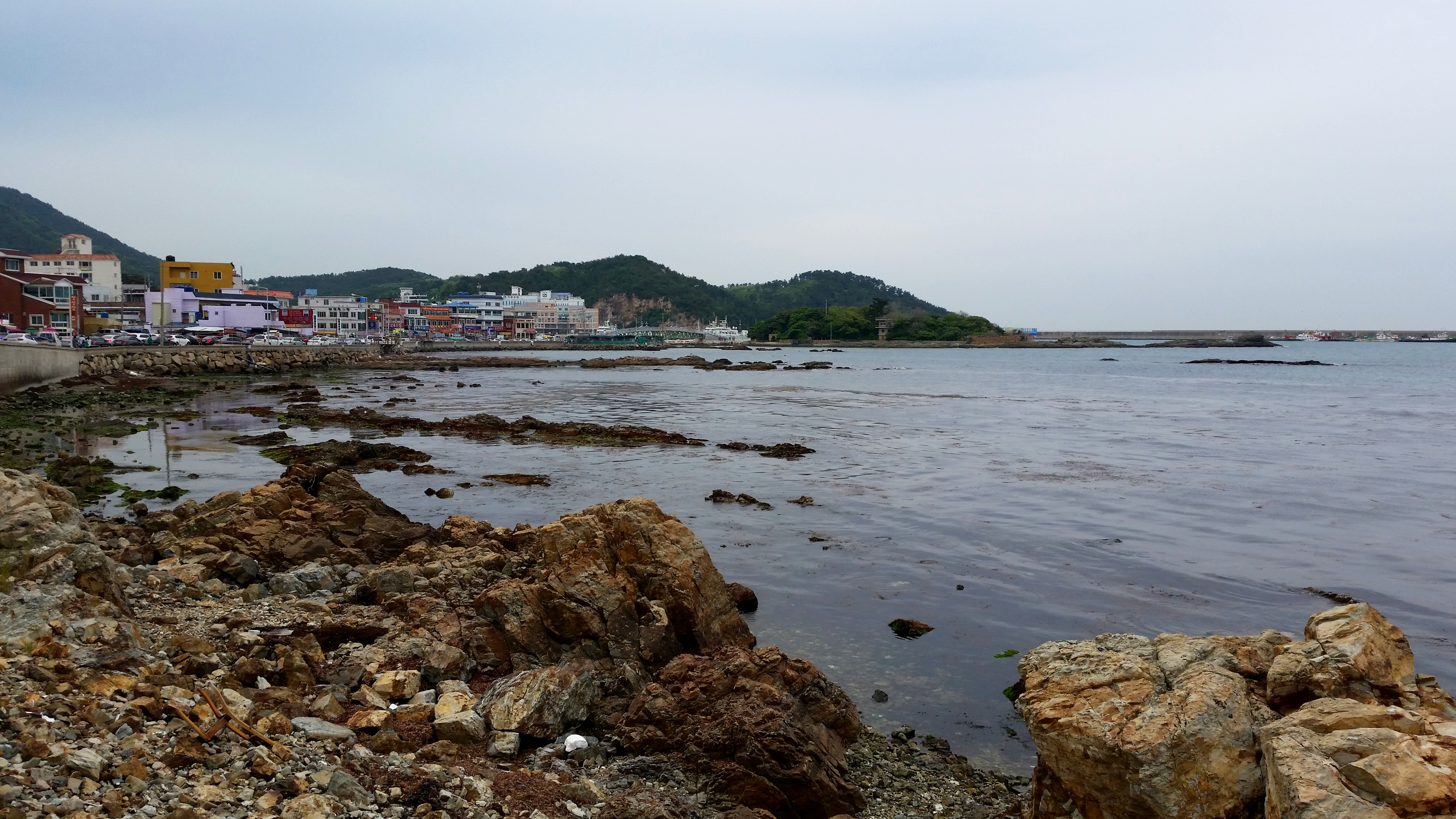
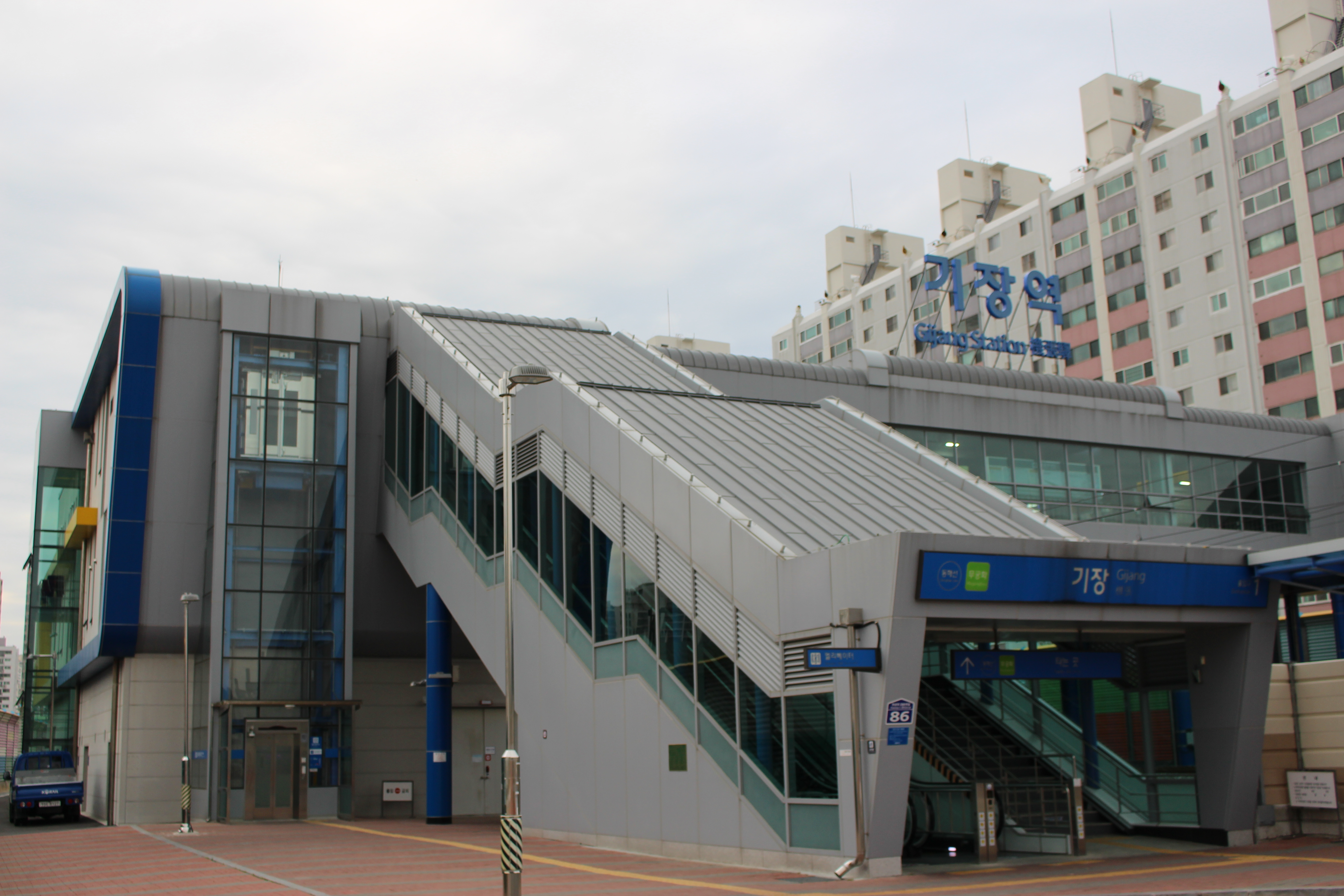
기장역

## 자매 도시
| 구분     | 지역 & 국가 | 도시   | 도시 |
| -------- | ----------- | ------ | ---- |
| 대한민국 | 전라북도    | 무주군 |      |

## 같이 보기
- 대한민국의 행정 구역
- 대한민국의 지리